# Patrick Cutrone
Patrick Cutrone (Como, 3 januari 1998) is een Italiaans voetballer die doorgaans als aanvaller speelt. Hij tekende in augustus 2022 een contract bij Como. Cutrone debuteerde in 2018 in het Italiaans voetbalelftal.

## Clubcarrière
Cutrone sloot zich in 2006 aan in de jeugdacademie van AC Milan. Hij maakte op 21 mei 2017 zijn debuut in het eerste elftal van de club, in een competitiewedstrijd tegen Bologna FC 1909. Hij viel na 85 minuten in voor Gerard Deulofeu. Milan won de voorlaatste wedstrijd van het seizoen met 3–0. Cutrone speelde in de seizoenen 2017/18 en 2018/19 vervolgens 62 wedstrijden in de Serie A voor Milan. In meer dan de helft daarvan begon hij op de bank. Hij begon in 2017/18 wel in de basis in twaalf van de dertien wedstrijden die de Italianen actief waren in de Europa League. Hij maakte daarin zes doelpunten.
Cutrone verruilde AC Milan in juli 2019 voor Wolverhampton Wanderers, dat €18.000.000,- voor hem betaalde. Hij tekende een contract tot medio 2023 bij de Engelse club. Na twaalf optredens waarin hij niet één keer de volledige speeltijd op het veld stond, verhuurde Wolverhampton Cutrone in januari 2020 voor anderhalf seizoen aan Fiorentina. Hierna werd hij nog verhuurd aan Valencia en Empoli, alvorens hij in 2022 definitief naar Como vertrok.

## Clubstatistieken
| Seizoen         | Club            | Competitie       | Competitie | Competitie | Beker | Beker | Internationaal | Internationaal | Totaal | Totaal |
| Seizoen         | Club            | Competitie       | Wed.       | Dlp.       | Wed.  | Dlp.  | Wed.           | Dlp.           | Wed.   | Dlp.   |
| --------------- | --------------- | ---------------- | ---------- | ---------- | ----- | ----- | -------------- | -------------- | ------ | ------ |
| 2016/17         | AC Milan        | Serie A          | 1          | 0          | 0     | 0     | —              | —              | 1      | 0      |
| 2017/18         | AC Milan        | Serie A          | 28         | 10         | 5     | 2     | 13             | 6              | 46     | 18     |
| 2018/19         | AC Milan        | Serie A          | 34         | 3          | 3     | 2     | 5              | 4              | 42     | 9      |
| 2019/20         | Wolverhampton   | Premier League   | 12         | 2          | 2     | 1     | 10             | 0              | 24     | 3      |
| 2019/20         | → Fiorentina    | Serie A          | 19         | 4          | 2     | 1     | –              | –              | 21     | 5      |
| 2020/21         | → Fiorentina    | Serie A          | 11         | 0          | 2     | 0     | –              | –              | 13     | 0      |
| 2020/21         | Wolverhampton   | Premier League   | 2          | 0          | 2     | 0     | –              | –              | 4      | 0      |
| 2020/21         | → Valencia      | Primera División | 7          | 0          | 0     | 0     | –              | –              | 7      | 0      |
| 2021/22         | → Empoli        | Serie A          | 28         | 3          | 3     | 0     | –              | –              | 31     | 3      |
| 2022/23         | Como            | Serie B          | 35         | 9          | 0     | 0     | –              | –              | 35     | 9      |
| 2023/24         | Como            | Serie B          | 32         | 14         | 1     | 0     | –              | –              | 33     | 14     |
| 2024/25         | Como            | Serie A          | 28         | 6          | 1     | 1     | –              | –              | 29     | 7      |
| Carrière totaal | Carrière totaal | Carrière totaal  | 237        | 51         | 21    | 7     | 28             | 10             | 286    | 68     |

Bijgewerkt op 9 april 2025.

## Interlandcarrière
Cutrone kwam uit voor meerdere Italiaanse nationale jeugdelftallen. Hij nam met Italië –17 deel aan het EK –17 van 2015, haalde met Italië –19 de finale van het EK –19 van 2016 en was met Italië –21 actief op het EK –21 van 2019. Cutrone debuteerde op 23 maart 2018 in het Italiaans voetbalelftal, tijdens een met 2–0 verloren oefeninterland in en tegen Argentinië. Cutrone viel in de 74e minuut in voor Ciro Immobile.